# 滋賀県道・三重県道138号信楽上野線
滋賀県道・三重県道138号信楽上野線（しがけんどう・みえけんどう138ごう しがらきうえのせん）は、滋賀県甲賀市から三重県伊賀市に至る一般県道である。

## 概要
滋賀県甲賀市信楽町長野から三重県伊賀市千歳に至る。1994年（平成6年）3月31日以前は滋賀県道138号・三重県道675号長野上野線だった。
甲賀市信楽町内の交通の要衝となる長野交差点で国道307号と接続しているうえに、起点周辺には甲賀市立信楽保育園・甲賀市立信楽小学校・甲賀市立信楽中学校・滋賀県立信楽高等学校などの教育関連施設が数多く点在しているために交通量は比較的多く、轍など舗装状態が悪かったために長野交差点・信楽小学校前交差点間が2009年（平成21年）7月に1夜間通行止めにして舗装補修工事が行われた（写真の区間）。道路幅員が狭く、ほとんどの区間で往復2車線分確保されていない。
県境の御斉峠から三重県側は、県道としての指定がされていない区間がある。
小田西交差点 - 伊賀一之宮IC間は1965年（昭和40年）12月15日に国道163号上野バイパスとして開通した道路の一部で、1993年（平成5年）4月1日に当時の三重県道675号長野上野線へ降格されている。この区間は国道163号→県道675号時代からトラック街道と呼ばれる程、大型貨物車の割合が高い。

### 路線データ
- 起点：滋賀県甲賀市信楽町長野（長野交差点、国道307号交点）
- 終点：三重県伊賀市千歳（伊賀一之宮IC交差点、名阪国道 伊賀一之宮IC）
- 総延長：21.5 km

## 路線状況

### 重複区間
- 国道422号（滋賀県甲賀市信楽町江田・江田交差点 - 甲賀市信楽町江田）
- 滋賀県道334号多羅尾神山線（滋賀県甲賀市信楽町多羅尾）
- 伊賀コリドール（三重県伊賀市西高倉）
- 国道163号（三重県伊賀市小田町・新長田橋東詰交差点 - 伊賀市小田町・小田西交差点）
- 国道25号（三重県伊賀市印代・印代交差点 - 伊賀市千歳・松原交差点）

### 道路施設

#### 橋梁
- 滋賀県
  - 新中手川橋（中手川、甲賀市）
- 三重県
  - 宮谷橋（宮谷川、伊賀市）
  - 新服部橋（服部川、伊賀市）

## 地理

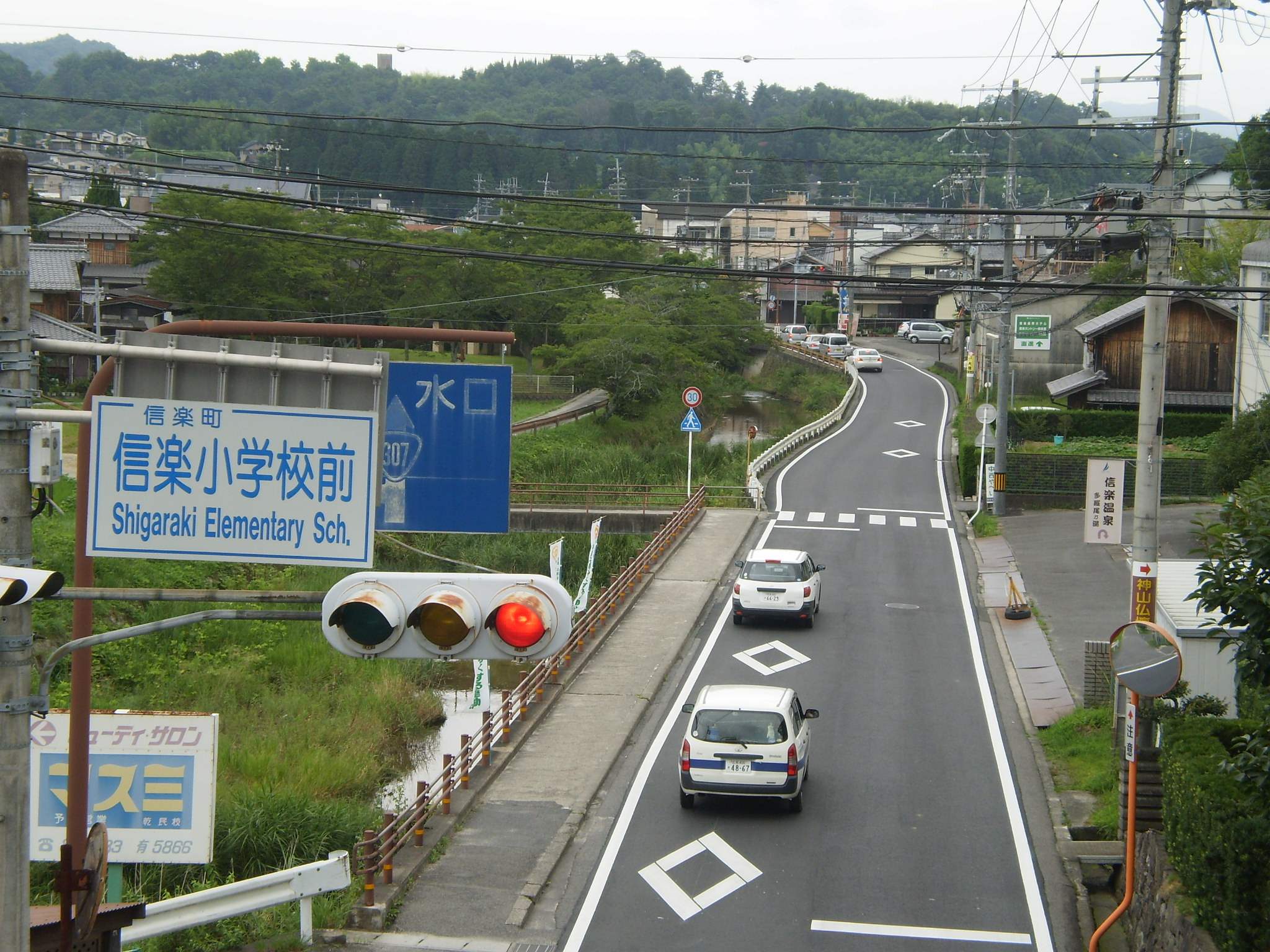
甲賀市立信楽小学校前歩道橋より起点方面を望む
左は信楽川、この先で国道307号と接続。

### 通過する自治体
- 滋賀県
  - 甲賀市
- 三重県
  - 伊賀市

### 交差する道路
| 交差する道路                           | 都道府県名 | 市町村名 | 交差する場所 | 交差する場所                              |
| -------------------------------------- | ---------- | -------- | ------------ | ----------------------------------------- |
| 国道307号 / 近江グリーンロード         | 滋賀県     | 甲賀市   | 信楽町長野   | 長野交差点 / 起点                         |
| 国道422号 重複区間起点                 | 滋賀県     | 甲賀市   | 信楽町江田   | 江田交差点                                |
| 国道422号 重複区間終点                 | 滋賀県     | 甲賀市   | 信楽町江田   |                                           |
| 滋賀県道334号多羅尾神山線 重複区間起点 | 滋賀県     | 甲賀市   | 信楽町多羅尾 |                                           |
| 滋賀県道334号多羅尾神山線 重複区間終点 | 滋賀県     | 甲賀市   | 信楽町多羅尾 |                                           |
| 伊賀コリドール                         | 三重県     | 伊賀市   | 西高倉       |                                           |
| 三重県道680号高倉佐那具線              | 三重県     | 伊賀市   | 西高倉       |                                           |
| 伊賀コリドール 重複区間起点            | 三重県     | 伊賀市   | 西高倉       |                                           |
| 伊賀コリドール 重複区間終点            | 三重県     | 伊賀市   | 西高倉       |                                           |
| 国道163号 重複区間起点                 | 三重県     | 伊賀市   | 小田町       | 新長田橋東詰交差点                        |
| 国道163号 重複区間起点 国道422号       | 三重県     | 伊賀市   | 小田町       | 小田西交差点                              |
| 国道25号 重複区間起点                  | 三重県     | 伊賀市   | 印代         | 印代交差点                                |
| 国道25号 重複区間終点                  | 三重県     | 伊賀市   | 千歳         | 松原交差点                                |
| 三重県道676号寺田佐那具停車場線        | 三重県     | 伊賀市   | 千歳         | 千歳交差点                                |
| E25 名阪国道                           | 三重県     | 伊賀市   | 千歳         | 伊賀一之宮IC交差点 / 終点 12 伊賀一之宮IC |

### 交差する鉄道
- 関西本線
- 伊賀鉄道伊賀線

### 沿線
- 滋賀県立信楽高等学校
- 滋賀県工業技術総合センター、信楽窯業技術試験場
- 甲賀市立信楽小学校、信楽保育園
- 甲賀市立信楽中学校
- 小川簡易郵便局
- 大光寺
- デイリー信楽カントリー倶楽部
- 伊賀市立新居保育所
- 百五銀行 城北支店
- ジョイシティ上野店
- 北伊勢上野信用金庫 城北支店
- 上野運動公園
- カーマ上野店

### 峠
- 滋賀県
  - 御斉峠（甲賀市 - 三重県伊賀市）